# Gabriel Honoré Marcel
Gabriel Honoré Marcel, francoski filozof, dramatik in glasbeni kritik, * 7. december 1889, Pariz, Francija, † 8. oktober 1973, Pariz. 
Bil je vodilni krščanski eksistencialist. Je avtor več kot dvanajstih knjig in vsaj tridesetih dramskih iger. Marcelova dela so osredotočena na posameznikove težave v moderni tehnološki družbi. Knjiga z naslovom Biti in imeti je eno izmed njegovih najbolj znanih del. Pogosto ga uvrščajo med prve francoske eksistencialiste, čeprav je sam nasprotoval dejstvu, da bi bil uvrščen v isto kategorijo kot denimo Jean-Paul Sartre. Marcel je prišel do ugotovitve, da človeška interakcija pogosto vključuje objektivno karakterizacijo »drugega«.

## Življenje
Že v rani mladosti je ostal brez matere, zato je odraščal s svojim očetom Henryjem Marcelom. Njegov oče je bil francoski diplomat, ki je delal na Švedskem. Svojega sina je izobraževal z rednimi potovanji po evropskih deželah. Velik vpliv na njegovo vzgojo je imela tudi njegova teta, s katero se je njegov oče poročil le dve leti po materini smrti. Čeprav mu je oče omogočil najboljšo možno formalno izobrazbo, je Marcel šolo sovražil in je našel veselje v intelektualnem življenju šele po vpisu na Sorbonno (univerzo v Parizu), kjer je leta 1910 tudi diplomiral iz filozofij, star le 20 let.
Med prvo svetovno vojno je delal kot vodja oddelka, ki je s pomočjo Rdečega križa posredoval sporočila poškodovanih vojakov njihovim družinam. Kljub temu da nikoli ni bil goreč pacifist, so ga izkušnje, ki jih je pridobil med vojno, utrdile v prepričanju, da je vojna le nesmiselno nasilje, v katerem ni več ničesar junaškega. Po vojni se je poročil z Jaqueline Boegner in začel poučevati v pariških srednjih šolah, prav tako pa je delal tudi kot dramski kritik, filozof in urednik različnih literarnih revij. Zakonca sta veliko potovala in posvojila otroka. Marcel je na potovanjih ustvaril stike s pomembnimi misleci takratnega časa. Ta poznanstva so mu omogočila, da je začel predavati povsod po Evropi, posledica teh poznanstev pa je bila tudi, da so ga kmalu začeli obravnavati kot pomembnega misleca na področju filozofije.
V času svojega življenja je napisal in izdal več kot 30 dramskih iger, med katerimi so bile številne prevedene v angleščino in izvajane na odrih v ZDA. Marcel zavedal, da njegovo dramsko delo ni bilo tako popularno kot filozofsko delo, a je vseeno menil, da je tudi z dramami sposoben v gledalcih vzbuditi globoka čustva ter jih pritegniti k zgodbi. Čeprav ni bil v srednjih šolah nikoli zaposlen za daljše časovno obdobje, je bil kot predavatelj zelo cenjen in ugleden. V letih 1949-1950 je predaval na univerzi v Aberdeenu, leta 1961 pa na Harvardu. Njegova najpomembnejša filozofska dela so: Being and Having (1949), The Mystery of Being, Volume I and II (1950-51), Man against Mass Society (1962) in Creative Fidelity (1964). V svojih zadnjih letih se je udejstvoval tudi politično in igral ključno vlogo pri organizaciji in zagovarjanju mednarodnega moralnega in duhovnega gibanja Moral Re-Armament. Čeprav je bil zelo poznan med številnimi misleci takratnega časa, so ga kljub temu najbolj zaznamovala njegova javna nestrinjanja z Jean-Paulom Sartrom. V nasprotju s Sartrom, ki je v svoji leta 1944 izdani drami Za zaprtimi vrati postavil tezo, da je drugi ali sočlovek za človeka pekel, je Marcel vedno verjel, da je prav ljubeč odnos do drugega oziroma sočloveka to, kar nas definira in nam omogoča najti samega sebe. Prav Sartrova drama je med filozofoma povzročila nestrinjanje, ki je kmalu preraslo v odkrit spor. Spor je na neki točki prepad med njima tako poglobil, da sta se začela udeleževati dramskih iger drug drugega le z namenom, da sredi predstave protestno odideta iz dvorane. V zadnjih desetih let svojega življenja se je Marcel umaknil iz javnosti, zato o tem obdobju njegovega življenja ni znanega veliko, kljub temu pa je še vedno ustvarjal in se posvečal filozofiji. Gabriel Honoré Marcel je umrl v Parizu, 8. 10. 1973, zaradi srčnega infarkta.

## Osnovna filozofska prepričanja
Na Marcelovo osnovno filozofsko usmerjenost je vplivala fenomenologija nemškega filozofa Edmunda Husserla ter njegovo zavračanje idealizma in kartezijanstva. Njegovo usmeritev je spodbudilo nezadovoljstvo s filozofskim pristopom Reneja Descartesa in z razvojem kartezijanstva po Descartesu. Descartes je bil znan po tem, da je namenoma dvomil o vseh svojih idejah, ter da je ločeval posameznikovo notranjost od zunanjega sveta. S strategijo metodičnega dvoma je skušal obnoviti povezavo med umom in resničnostjo. Marcel je nasprotoval njegovemu mišljenju in trdil, da Descartesovo izhodišče ni točen prikaz samega sebe v resničnih izkušnjah, saj v njih ločnica med umom in resničnostjo ne obstaja. Menil je, da moramo osebo v svetu konkretnih izkušenj smatrati kot udeleženca situacije in ne le kot opazovalca situacije. 

## Filozofija Gabriela Marcela
Marcel se je ves čas skušal izogibati etiketiranju njegovega življenjskega in filozofskega dela, a se ga je kljub temu prijel vzdevek »krščanski eksistencialist«. Če bi brez odpora sprejel takšno oznako, bi pristal na individualizem, ki je bil ena izmed osrednjih značilnosti francoskega eksistencializma, a je Marcelu vseskozi ostajal tuj. Marcela je h krščanstvu, v nasprotju z mnogimi drugimi eksistencialisti, vodilo njegovo iskanje nove filozofske in ustvarjalne poti, na kateri je kot eden izmed prvih francoskih filozofov razmišljal o človeški eksistenci. Človeška eksistenca mu nikoli ni pomenila »osamljenega bivakiranja na vrhu gore spoznanja«, temveč je »njegovo hrepenenje po biti vseskozi iskalo prijateljsko bližino« (Marcel, 2003, str. 137), kot se je Edvard Kovač lepo izrazil v spremni besedi k Marcelovi v slovenščino prevedeni knjigi Človek pod vprašajem. Iz tega izpelje, da lahko Marcela označimo za personalističnega misleca, ne glede na to, ali se osredotočamo na njegovo ontologijo, estetiko ali krščanski pogled na svet. Ker torej združuje eksistencializem s personalizmom, so za njegova razmišljanja ključna človeška srečanja in ločitve. Človek pod vprašajem je sicer njegova prva monografija, ki je bila prevedena v slovenščino. V tem izjemno prodornem delu opisuje in razlaga različne vrste človeškega nemira in njegov značaj, kar zelo dobro poveže z zgodovino filozofske misli v odnosu do nemira. 
Med slovenskimi filozofi je Gabriela Marcela najbolje poznal profesor in teolog Janez Janžekovič, ki je s svojimi odličnimi prikazi v reviji Nova pot pokazal, da eksistencializem ni samo Sartrova domena in da je mogoče krščanske miselne kategorije izraziti tudi v govorici eksistencialistov. Marcela je globoko spoštoval ter o njem napisal delo z naslovom Gabriel Marcel in njegovo delo, ki je izšlo leta 1971. V delu je Janžekovič Marcela postavil v kontekst z njegovima sodobnikoma, Maritainom in Blondelom, kar nikakor ni napačno, saj so vsi trije krščanstvo pojmovali personalistično. Tudi pri Janžekoviču opazimo Marcelov vpliv ravno v pojmovanju religiozne zavesti. Čeprav je Janžekovič glavnino svojih spisov in razmišljanj posvetil spoznavoslovju, pa verske zavesti, podobno kot Marcel in Blondel, nikoli ni povezoval s spoznavno teorijo in je vero razumeval predvsem kot stvar življenjske odločitve. Vsem trem filozofom je skupno, da odpiranje k veri povezujejo z etičnimi odločitvami.  
Znano je, da je Marcela že od rane mladosti močno zanimala smrt, natančneje odkar mu teta nekoč ni znala odgovoriti na vprašanje, ali umrli na nek način vseeno živijo. Njegova fascinacija nad smrtjo se je med 1. svetovno vojno le še okrepila in povzročila, da se je še bolj poglobil v filozofijo. Poskušal je odkriti, kaj je skrivnost biti ter se trudil v sogovorniku najti še neraziskani misterij bivanja. 
Njegova filozofska metodologija je bila edinstvena, čeprav je v nekaterih primerih izredno podobna eksistencializmu in fenomenologiji. Menil je, da so temelj filozofije konkretne izkušnje, ne le abstrakcije, zato je ves čas uporabljal primere, da je utemeljil filozofske ideje, ki jih je preiskoval. Njegova filozofija se je strukturno zanašala na opisovanje, v katerem se pokažejo razlike glede na izkušnje. Poleg tega je Marcel močno zagovarjal filozofsko izražanje v vsakdanjem jeziku, saj je menil, da lahko v preprostejšem jeziku bolje opišemo filozofske teze kot pa v zapletenem in visokem filozofskem jeziku. Bil je velik kritik kartezijanstva, zlasti kritičen je bil do epistemoloških problemov, s katerimi se večinoma ukvarja kartezijanstvo. Dober primer je problem skepticizma. Kot mnogi eksistencialisti je zavračal Descartesov pristop k vprašanju vedenja in dilemi kako je um povezan z resničnostjo. Kartezijanstvo trdi, da je bit diskretna entiteta z jasno definirano notranjostjo in zunanjostjo, tako da so lahko naše ideje, ki pripadajo notranjosti, popolnoma razumljive tudi brez sklicevanja oziroma povezave s svetom, ki pripada zunanjosti. Kartezijani nepovratno ločujejo med intelektom in življenjem, zmanjšujejo vrednost enega in zvišujejo vrednost drugega. Marcel se je strinjal z drugimi eksistencialisti, da kartezijansko razlaganje biti ni ustrezno, saj ne predstavi, kaj bit v resnici je. Marcel je želel fenomenološko razkriti pravi pomen biti oziroma subjekta, kar je močno vplivalo na številne filozofske probleme, med drugim tudi tiste, ki se nanašajo na vedenje. Pri problemu prave narave biti (subjekta) pa so Marcelove teorije drugačne od tistih, ki sta jih postavila Heidegger in Sartre. Njegovi pogledi so bližje pogledom judovskega filozofa Martina Buberja kot pa pogledom drugih eksistencialistov. Marcel odklanja mišljenje, da je človeška bit izolirana funkcionalna enota in težiščno točko eksistencialne filozofije prenese na odnos. Tu se pokaže njegovo razhajanje s Sartrom, saj mu, za razliko od Sartra, drugi ne pomeni pekla. Marcel trdi, da se človekova bit uresničuje šele s povezavo, ki v svojih učinkih presega zmožnost logičnega oziroma racionalnega opredeljevanja ter razlage.   
Še dandanes je dejavno društvo posvečeno Gabrielu Marcelu in njegovim delom.

## Dela
- Existence et objectivité (1914)
- Journal métaphysique (1914-1923)
- Ętre et avoir (1918-1933)
- Du refus ŕ l'invocation (1940)
- Homo viator. Prolégomčnes ŕ une métaphysique de l'espérance (1945)
- La Métaphysique de Royce (1945)
- Position et approches concrčtes du mystčre ontologique (1949)
- Le Mystčre de l'ętre (1951)  2 volumes
- Les Hommes contre l'humain (1951)
- Le Déclin de la sagesse (1954)
- L'homme problématique (1955)
- Théâtre et religion (1958)
- Présence et immortalité (1959)
- La Dignité humaine et ses assises existentielles (1964)
- Entretiens Paul Ricśur (1968)
- Pour une sagesse tragique et son au-delŕ (1968)
- En chemin, vers quel éveil? (1971)
- Coleridge et Schelling (1971)
- Plus décisif que la violence (1971)